# 寶玉里
寶玉里，為高雄市三民區屬下的行政區。該里有30鄰，3,854餘戶，人口9,805人。

## 面積與人口
寶玉里面積為0.2342平方公里，住戶約3,854戶，人口數計有9,805人（2023年9月份資料），寶玉里原屬寶珠里轄區，高雄市18期市地重劃後，因有高雄港，加工業特別發達，工廠林立，所以人口逐漸膨脹。寶玉里於大豐二路、大昌二路及皓東路段上有商家集中，里内大樓林立，住戶多為上班族，且不少民眾是因該里屬陽明國小就學區，而紛紛遷居至此，成為人口相當密集之新興住宅區，目前為人口排三民區第三位，里民素質很高，里內有內外科、眼科和牙醫等數間診所等醫療單位為我們里民服務。

## 範圍
- 東至：以高速公路為界
- 西至：以大昌二路為界
- 南至：以大昌二路212巷為界
- 北至：以大昌二路420巷為界

## 警政轄區
- 高雄市政府警察局三民第二分局覺民派出所